# Bahamas aux Jeux olympiques d'été de 1984
Les Bahamas participent aux Jeux olympiques d'été de 1984 à Los Angeles.

## Délégation
Les Bahamas sont représentés par vingt-deux sportifs dont dix-sept hommes et cinq femmes engagés dans trois sports: l'athlétisme, la boxe la natation et la voile.